# L'invincible
L'invincible is een Canadese korte dramafilm uit 2022, geregisseerd en geschreven door Vincent René-Lortie.

## Verhaal
De film gaat over een jongen die opgesloten heeft gezeten in een jeugddetentiecentrum. Na een weekend met zijn familie te hebben doorgebracht tijdens verlof, is hij bereid om alles te doen wat nodig is om te voorkomen dat hij terug moet naar de instelling.

## Release en ontvangst
De film ging op 26 september 2022 in première op het Internationaal filmfestival van Tirana. In 2024 ontving hij een Oscarnominatie voor Beste korte film.

## Prijzen en nominaties
De belangrijkste:
| Jaar | Prijs          | Categorie        | Genomineerde(n)  | Uitslag     |
| ---- | -------------- | ---------------- | ---------------- | ----------- |
| 2024 | Academy Awards | Beste korte film | Beste korte film | Genomineerd |